# Annika Strandhäll
Annika Viktoria Strandhäll (Göteborg, 30 aprile 1975) è una sindacalista e politica svedese.
Dal 30 novembre 2021 riveste la carica di ministro del clima e dell'ambiente. 
È stata in precedenza ministro della previdenza sociale dal 2014 al 2019, quando si dimise in seguito alla morte del suo compagno. È stata anche ministro degli affari sociali dal 2017 al 2019 e ministro ad interim per la sanità pubblica e lo sport da maggio a luglio 2017.

## Biografia
Annika Strandhäll è cresciuta nel quartiere Bergsjön di Göteborg, dove ha frequentato Bergsjöskolan e poi ha studiato tre anni di liceo per parrucchiera femminile.  Ha poi lavorato con progetti nel comune di Göteborg.  Alla fine degli anni Novanta, è stata coinvolta nel lavoro sindacale e nel 1999 è diventata membro del consiglio di amministrazione dell'Associazione svedese dei funzionari comunali di Göteborg. Nel 2005 ha assunto la presidenza del dipartimento di Göteborg e nel 2008 è diventata seconda vicepresidente dell'Associazione dei funzionari comunali.
Dal 2007 al 2008 ha studiato psicologia del lavoro e delle organizzazioni e teoria organizzativa presso l'Università di Göteborg.
Il 14 giugno 2011 è stata eletta nuovo presidente dell'Associazione dei funzionari comunali, che in seguito ha cambiato nome in Vision.

### Ministro per la previdenza e gli affari sociali
Strandhäll è stata Ministro di Stato e Capo del Ministero degli Affari sociali dal 3 ottobre 2014. Si è dimessa da capo dipartimento il 21 gennaio 2019 e da consigliere di Stato il 1º ottobre 2019. È stata, nel governo Löfven I e inizialmente anche nel governo Löfven II, Ministro della Previdenza sociale dal 3 ottobre 2014 al 26 luglio 2017 e di nuovo dal 22 gennaio 2019 al 1º ottobre 2019. Dal 27 luglio 2017 al 21 gennaio 2019 è stata Ministro degli Affari sociali. Durante la primavera e l'estate del 2017, è stata anche Ministro ad interim della sanità pubblica, della salute e dello sport, quando Gabriel Wikström era in congedo per malattia.
Nel maggio 2019, su richiesta dei moderati, si è tenuto un voto di sfiducia contro la Strandhäll dopo che il direttore generale dell'Agenzia svedese di previdenza sociale, Ann-Marie Begler, è stata allontanata dall'incarico e Strandhäll ha fornito informazioni contrastanti sul motivo del trasferimento. In 172 hanno votato a favore di una mozione di censura, 113 i contrari e 59 si sono astenuti. Il governo ha criticato l'opposizione per non aver aspettato il "Rapporto del Comitato Costituzionale".

### Dimissioni da ministro
Il 30 settembre 2019, in seguito alla morte del suo compagno, Strandhäll ha annunciato che si sarebbe dimessa dall'incarico di Ministro della Previdenza sociale. Nel febbraio 2020, ha parlato pubblicamente in un'intervista televisiva e su Facebook del suo compagno Thomas Wolf, padre dei suoi due figli, che si è suicidato dopo la loro separazione. Wolf era stato un ufficiale di alto rango presso l'agenzia assicurativa gestita dal governo. Strandhäll ha detto che, sebbene sapesse che soffriva di depressione già prima della loro separazione, non si era resa conto della gravità della situazione. Ha dichiarato al quotidiano Expressen che intendeva rimanere in politica come deputata, ma che la sua nuova situazione di piena responsabilità per i bambini avrebbe avuto un impatto su eventuali impegni futuri. Strandhäll ha chiarito di aver parlato pubblicamente della morte dell'ex compagno per porre fine alle speculazioni sulla causa della tragedia.